# Odrie
Odrie je obec v okresu Gjirokastër, kraji Gjirokastër, jižní Albánii.
Při reformě místní samosprávy v roce 2015 se stala dílčí částí obce Gjirokastër. Při sčítání lidu v roce 2011 žilo v obci 433.obyvatel. Obec se skládá z pěti vesnic: Andon Poçi, Hundëkuq, Tërbuq, Labovë e Madhe a Labovë e Vogël.